# Hisae Imai
Hisae Imai (今井 寿恵 Imai Hisae?, 1931–2009) (今井 寿恵, Imai Hisae?, 1931–2009) fue una fotógrafa japonesa quién se especializó en la fotografía de caballos.
Nacida en Tokio en 1931, se graduó de Bunka Gakuin (文化学院 en 1952. Tuvo su primera exposición solista en 1952; desde los 1970s, la mayoría de sus exposiciones numerosas fueron de fotografías de caballos.
Murió el 17 de febrero de 2009.
Sus fotografías están representadas en las colecciones permanentes del Museo Metropolitano de Fotografía de Tokio, Nihon Universidad, Museo de Arte Moderno (NYC), George Eastman Casa (Rochester, NY), BnF (París), Museo für Kunst und Gewerbe Hamburgo, Yamaguchi Prefectural Museo de Arte, Kawasaki Museo de Ciudad y Museo Kiyosato de las Artes Fotográficas.<ref>日本写真家事典